# Christian von Bibra
Christian Ernst Heinrich Freiherr von Bibra (* 6. September 1772 in Oberlind bei Sonneberg in Thüringen; † 4. November 1844 in Romrod in Oberhessen) war Landjägermeister, Wirklicher Geheimrat und erhielt 1841 für seine Verdienste das Großkreuz vom hessischen Orden Philip des Großmütigen verliehen.

## Herkunft
Christian Freiherr von Bibra stammt aus dem thüringisch-fränkischen Adelsgeschlecht der von Bibra. Er war ein Sohn des herzoglich sächsisch-meiningenschen Oberjägermeisters Eugen Georg August von Bibra. Sein Bruder war der Meininger Landtagsmarschall Carl Friedrich Wilhelm Gottlob von Bibra.
Er war verheiratet mit Luise Charlotte Henriette Freiin von Riedesel (1781–1855), aus dieser Ehe stammen zwei Söhne (August von Bibra (1808–1894) und Bertold von Bibra (1804–1894)) und zwei Töchter. Er war evangelischen Glaubens.

## Verdienste in der Forstwirtschaft
Er machte Karriere in der Forstwirtschaft: Er trat 1791 als Jagdjunker in landgräflich hessische Dienste. 1801 wurde er Oberforstmeister in Romrod und erhielt 1824 als Revisionsbeamter den Titel des Landjägermeisters zugesprochen. Sein Verdienst liegt in der Einführung und Aufforstung mit Nadelholzbeständen im oberhessischen Raum. Er wurde in Romrod begraben.

## Politik
In der 3., 4., 6., 9., 15. und 16. Wahlperiode (1826–1830 und 1834) war er Abgeordneter der zweiten Kammer der Landstände des Großherzogtums Hessen. In den Landständen vertrat er den grundherrlichen Adel. Er vertrat liberale Positionen.